# IBM基礎研究所

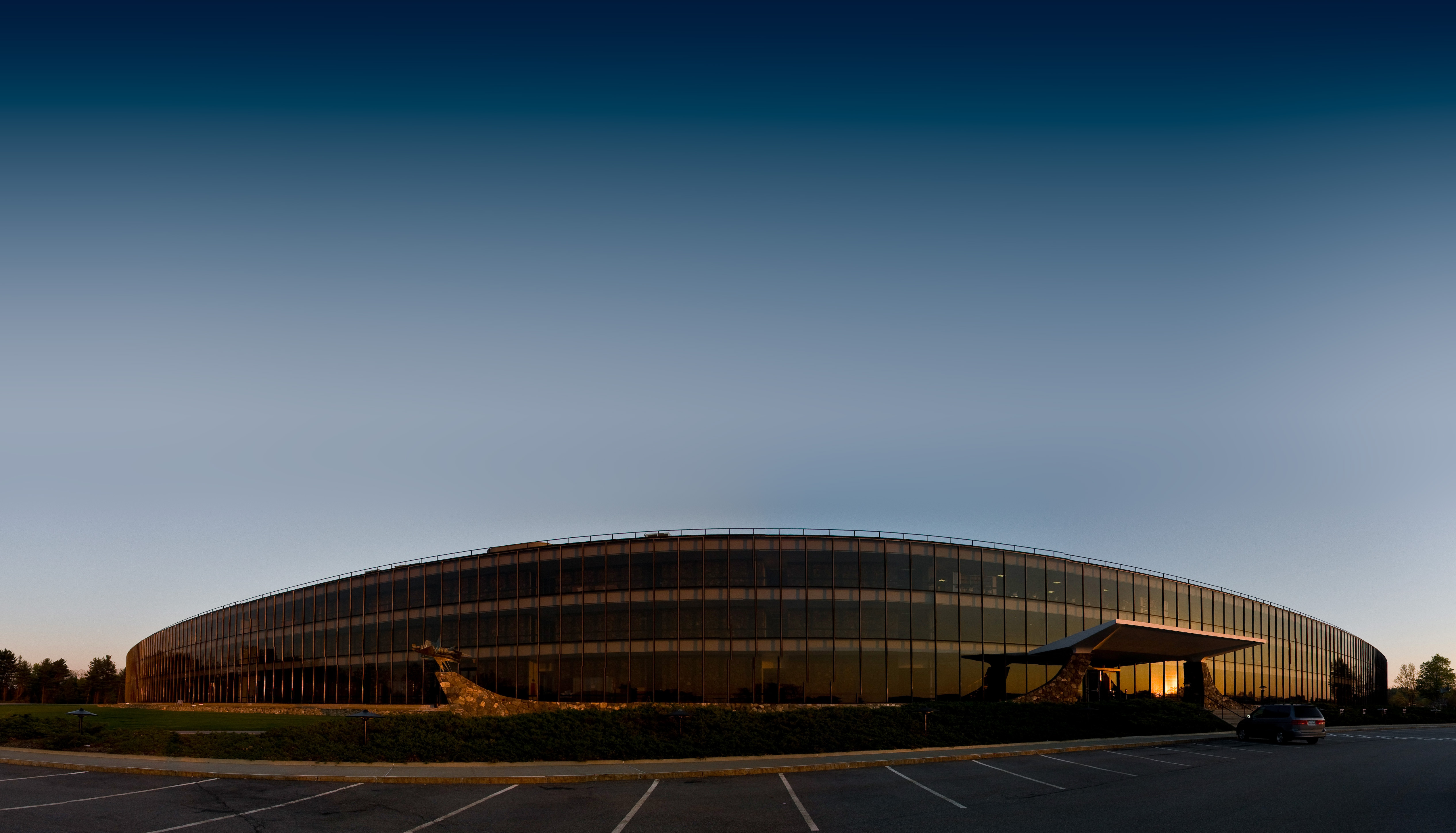
IBM研究本部のトーマス-J-ワトソン研究センター 、 ニューヨーク州ヨークタウンハイツ。Eero Saarinenによりデザインされた。

IBM基礎研究所は、IBMの研究開発部門で、 6大陸に12の研究所があり、民間企業が保有する世界最大の研究機関である。
今日のIBM基礎研究所のルーツは、コロンビア大学の1945年のWatson Scientific Computing Laboratoryの開設に始まった 。 これは純粋な科学に専念した最初のIBM研究所で、1950年代からニューヨークのウエストチェスター郡の別の場所に拡張された。1961年に設立されたトーマス・J・ワトソン研究所が含まれる。
IBMの従業員は、6つのノーベル賞、6つのチューリング賞、20人の全米発明家殿堂、19のアメリカ国家技術賞、5つのアメリカ国家科学賞、3つのカブリ賞を獲得している。
2016年の時点で24年連続して、米国の特許獲得数で最多の企業となった。

## 技術革新
注目すべき同社の発明には、フロッピーディスク、ハードディスクドライブ、磁気ストライプカード、リレーショナルデータベース、ユニバーサルプロダクトコード (UPC)（英語: Universal Product Code）、金融スワップ、Fortranプログラミング言語、SABRE航空予約システム、DRAM、半導体の銅配線 、シリコンオンインシュレータ (SOI) 半導体製造プロセス、ワトソン人工知能、 量子エキスペリエンスなどがある。
走査型トンネル顕微鏡を用いて35個の個別のキセノン原子を、基板上の冷結晶ニッケルに並べ、同社の頭文字 IBMと綴ったIBM・イン・アトムズはナノテクノロジーの進歩の一つである。原子が平坦な表面上に正確に配置されたのは、世界で初めてのことだった。

## 応用
IBM基礎研究所の主要な取り組みは、革新的な材料と構造、高性能のマイクロプロセッサーとコンピューター、分析手法とツール、アルゴリズム、ソフトウェア・アーキテクチャー、データからの意味を検索、導出、管理する方法、IBMの先進的なサービス方法論を再利用可能な資産に変えることなどが含まれる。
IBM基礎研究所の物理およびコンピューター・サイエンスに対する貢献は、走査型トンネル顕微鏡と高温超伝導が含まれ、ともにノーベル賞を受賞した。 IBM基礎研究所は、SABREの旅行予約システム、レーザー視力矯正手術の技術、磁気ストレージ、リレーショナルデータベース、UPCバーコード、ワトソンと呼ばれるテレビのクイズショー「ジェパディ！」のチャンピオンに勝利した質問応答システムを発明した。 このワトソンの技術は現在実用化されて、ヘルスケア会社Anthem Inc.の事業の一部になっている。

## 著名なコンピュータ科学者
多くのコンピュータ科学者がIBM基礎研究所を「有名」にした 。この中には以下の科学者が含まれる。Frances E. Allen, Marc Auslander, John Backus ,Charles H. Bennett (computer scientist), Erich Bloch, Grady Booch, Fred Brooks（著書 The Mythical Man-Monthで知られる）, Peter Brown, Larry Carter, Gregory Chaitin, John Cocke, Alan Cobham, Edgar F. Codd, Don Coppersmith, Ronald Fagin, Horst Feistel, Jeanne Ferrante, Zvi Galil, Ralph E. Gomory, Jim Gray, Joseph Halpern, Kenneth E. Iverson, Frederick Jelinek, Reynold B. Johnson, Benoit Mandelbrot, Robert Mercer (businessman), C. Mohan, Michael O. Rabin, Arthur Samuel, Alfred Spector, Moshe Vardi, John Vlissides, Mark N. Wegman, and Shmuel Winograd.

### その他の著名な発明
- データ暗号化規格 (DES)
- 高速フーリエ変換 (FFT)
- ブノワ・マンデルブロが導いたフラクタル
- 磁気ディスクストレージ（ハードディスク）
- ワン・トランジスタ・ダイナミック・ランダムアクセス・メモリ (DRAM)
- 縮小命令セットコンピュータ (RISC) アーキテクチャ
- リレーショナルデータベース
- ディープ・ブルー - グランドマスターレベルのチェスレコンピュータ

## 研究所
| Name                                            | Location                                           | Founded |
| ----------------------------------------------- | -------------------------------------------------- | ------- |
| IBM Research – Africa                           | ケニア、ナイロビ                                   | 2013    |
| IBM Research – Africa                           | 南アフリカ、ヨハネスブルグ                         | 2015    |
| IBM Research – Almaden                          | 米国、カリフォルニア州、サンノゼ、アルマデンバレー | 1986    |
| IBM Research – Austin                           | 米国、テキサス州、オースティン                     | 1995    |
| IBM Research – Australia                        | オーストラリア、メルボルン                         | 2011    |
| IBM Research – Brazil                           | ブラジル、サンパウロ                               | 2010    |
| IBM Research – Brazil                           | ブラジル、リオデジャネイロ                         | 2010    |
| IBM Research – China                            | 中国、北京                                         | 1995    |
| IBM Research – China                            | 中国、上海                                         | 2008    |
| IBM Research – Haifa                            | イスラエル、ハイファ                               | 1972    |
| IBM Research – India                            | インド、デリー                                     | 1998    |
| IBM Research – India                            | インド、バンガロール                               | 1998    |
| IBM Research – Ireland                          | アイルランド、ダブリン、ダマスタウン               | 2011    |
| IBM Research – Thomas J. Watson Research Center | 米国、ニューヨーク、ヨークタウンハイツ             | 1945    |
| IBM Research – Thomas J. Watson Research Center | 米国、ニューヨーク、アルバニー                     | 2001    |
| IBM Research – Tokyo                            | 日本、東京、新川崎                                 | 1982    |
| IBM Research – Zurich                           | スイス、チューリッヒ、リュシュリコン               | 1956    |

### 過去に存在した研究所
- IBM La Gaude、フランス、ニース近郊
- ケンブリッジ科学センター
- IBMニューヨーク科学センター
- 330 North Wabash、シカゴ
- IBM Laboratory Vienna[29]

## 出版物
- IBM Journal of Research and Development